# Ayşe Sultan (Haseki di Osman II)
Ayşe Sultan (turco ottomano: عایشه سلطان, lett. "vita"; ... – Costantinopoli, 1640) è stata una consorte e, presumibilmente, l'Haseki Sultan del sultano ottomano Osman II.

## Biografia
Di origini ignote, comparve nell'harem di Osman II nel 1619, divenendone inizialmente una delle favorite. Secondo alcuni storici, le venne conferito il titolo di Haseki Sultan, mentre secondo altri rimase una semplice concubina. In ogni caso, quale fosse il suo status, Ayşe non riuscì a divenire una figura femminile di spicco all'interno dell'harem, né ad assumere un ruolo politico come le precedenti Haseki: la gestione fu affidata, in mancanza di una Valide Sultan (la madre di Osman, Mahfiruz, era già morta), alla Daye Hatun (balia) di Osman piuttosto che ad Ayşe, e nelle preferenze personali del sultano fu presto sostituita prima da un'altra concubina, Meylişah Hatun, che partorì il primo figlio di Osman, Şehzade Ömer, e poi dalle due mogli legali di Osman, fra cui Akile Hatun.   
Dimenticata e senza figli, quando Osman fu deposto e ucciso a metà del 1622 fu rinchiusa, come da tradizione, nell'Eski Saray, dove morì nel 1640. 